# 高凉郡 (北魏)
高凉郡，中国北魏时设置的郡。
魏孝文帝置高凉郡，治所在高凉县（今山西省稷山县东南15公里）。属于东雍州，下辖高凉县、龙门县。西魏、北周沿置，北周时属绛州，下辖高凉县一县。隋文帝开皇三年（583年）废高凉郡，高凉县直属绛州，后改为稷山县。